# De Leppedijk
De Leppedijk was een klein waterschap in de gemeenten Idaarderadeel en Utingeradeel in de Nederlandse provincie Friesland.
Het doel van het waterschap was het verbeteren van de waterbeheersing in het gebied, toentertijd verzorgd door een 38-tal particuliere polders, en een verbetering van het weggennet. De aanleg van het Prinses Margrietkanaal in de jaren veertig had grote gevolgen voor het waterschap, aangezien het kanaal het grondgebied ervan doorsneed. Het gebied van het voormalige waterschap maakt sinds 2004 deel uit van het Wetterskip Fryslân.